# Pierre Plihon
Pierre Plihon (Nice, 29 de outubro de 1989) é um arqueiro profissional francês.

## Carreira

### Rio 2016
Pierre Plihon fez parte da equipe francesa nas Olimpíadas de 2016 que ficou nas quartas-de-finais no Tiro com arco nos Jogos Olímpicos de Verão de 2016 - Equipes masculinas, ao lado de Jean-Charles Valladont e Lucas Daniel.
Em Simples perdeu na primeira rodada para o turco Mete Gazoz.